# Uroleucon longisetosum
Uroleucon longisetosum är en insektsart som beskrevs av Chakrabarti och Krishna K. Verma 1975. Uroleucon longisetosum ingår i släktet Uroleucon och familjen långrörsbladlöss. Inga underarter finns listade i Catalogue of Life.